# 馬鈴薯片

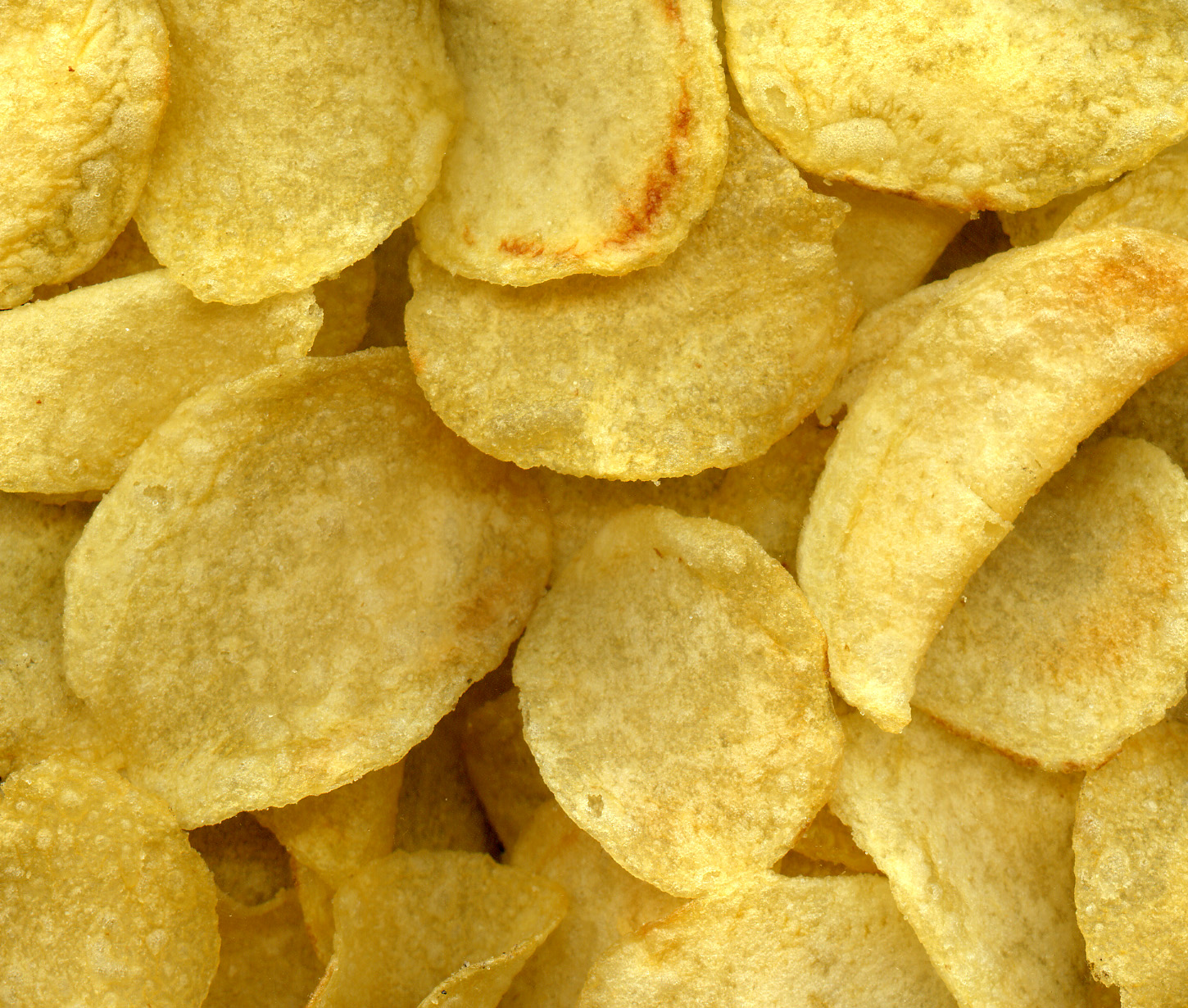
薯片

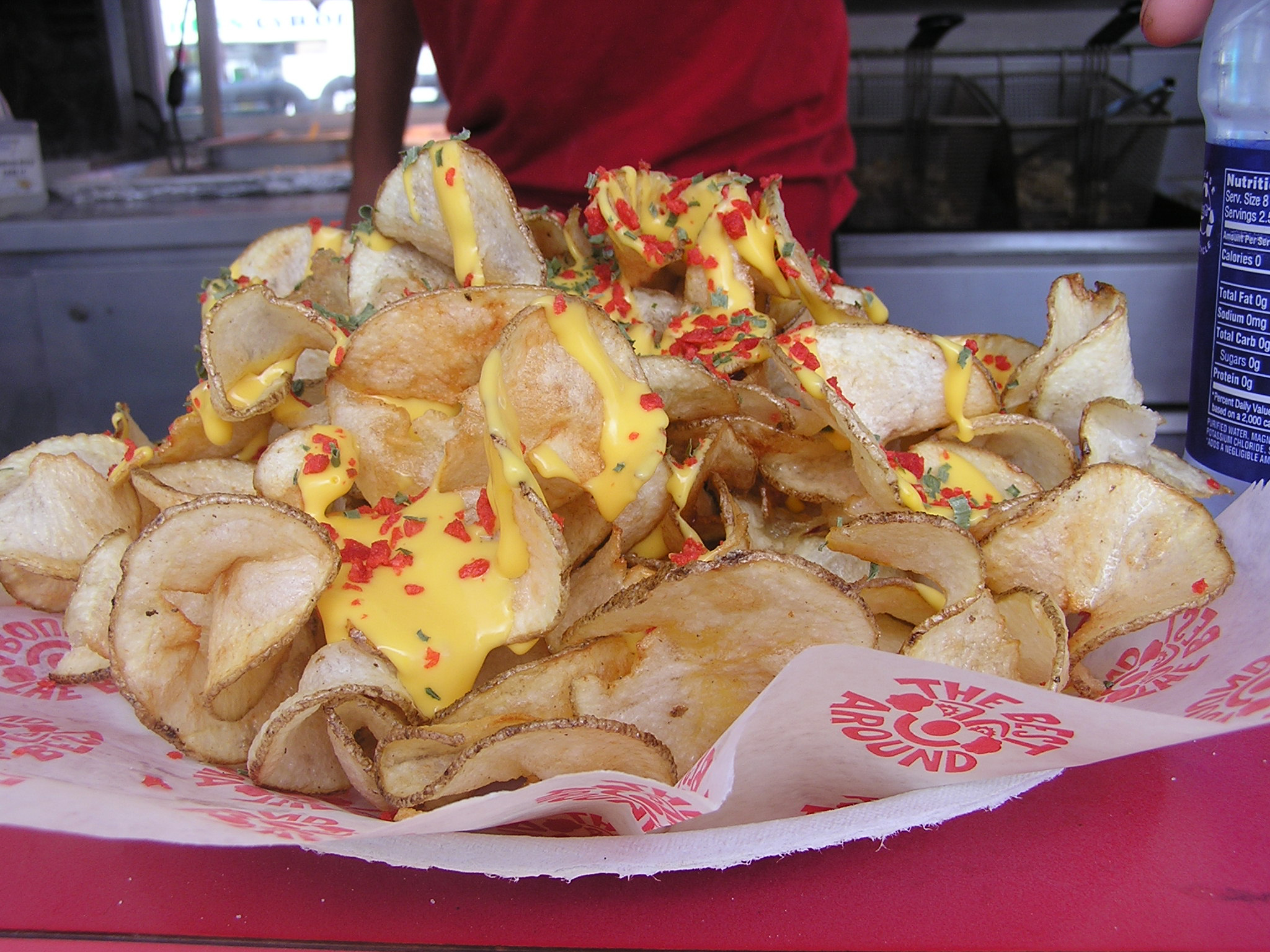
薯片

馬鈴薯片（亦稱馬鈴薯片），是指由馬鈴薯製成的零食。製作方法是把馬鈴薯用切或碾压成型等方式制成薄片，然後炸或烤至脆口並加以調味即可，營養成分表的脂肪含量通常在33-40%之间。除了最簡單地以鹽來調味外，市面上不同口味的薯片亦會使用不同調味料及不同香料進行調味。

## 起源
現存最早的、類似現代馬鈴薯片的食譜出現在英國知名廚師威廉·基欽納（William Kitchiner）於1817年出版的《The Cook's Oracle》一書中，這本書在英國和美國出版後都十分暢銷。 1822年版本中的「切片或削片馬鈴薯」(Potatoes fried in Slices or Shavings)食譜中寫道：
- 剝去大顆馬鈴薯的皮，將他們切成四分之一寸厚，或像剝檸檬皮那樣將其一圈一圈削下；用乾淨的布把它們擦乾，然後用豬油或肉滴油（英语：Dripping）煎炸。
(Peel large Potatoes, slice them about a quarter of an inch thick, or cut them in shavings round and round as you would peel a lemon; dry them well in a clean cloth, and fry them in lard or dripping.) [3][4]

1825年一本關於法國烹飪的英國書籍中將其稱為「Pommes de Terre frites」，要求用「澄清奶油或鵝滴油」煎炸薄片馬鈴薯，瀝乾後撒上鹽。
美國最早的馬鈴薯片食譜則可以在瑪麗·蘭道夫（Mary Randolph）的《Virginia House-Wife》（1824年）和 N.K.M. Lee的《Cook's Own Book》（1832年）中找到，兩者均明確引用了基欽納的食譜。

### 知名的起源傳說
關於薯片的起源有一個流傳相當廣的說法。19世紀中，炸馬鈴薯條在美國紐約州的渡假勝地薩拉托加泉就已經出現。此類食品在18世紀風靡法國，而托马斯·杰斐逊（Thomas Jefferson）作為一位熱愛美食的美食家，在擔任美國駐法大使時接觸到了大量法國美食，並在廚師詹姆斯·海明斯（James Hemings）和奧諾雷·朱利安(Honoré Julien)的幫助下，將不少法國菜餚引入美國，其中可能就包含了炸薯條。
根據傳說，乔治·克鲁姆（George Crum）作為一名廚師在薩拉托加泉當地的月亮湖旅館餐廳（Moon's Lake House）任職時，一直是按照當時標準的法國尺寸製作並提供法式炸馬鈴薯條。1853年8月24日時，一位顧客因為喬治製作的炸薯條過厚而退回餐點。喬治遂製作了更薄的薯條，但仍未能讓顧客滿意。被激怒的喬治決定教訓這位顧客，他將薯條切得非常薄，炸得非常脆，並加了大量的鹽。沒想到，這位顧客對這種薄如紙的薯片非常滿意。 其他顧客也要求喬治為他們製作這種薯片，這道菜品從此成為月亮湖旅館餐廳的特色菜之一。
這個傳說有多個版本，各版本之間的細節略有不同。有的說法認為薯片的發明純屬偶然，並無難纏的顧客；有的則稱那位顧客是百萬富翁范德比爾特（Cornelius Vanderbilt）。主角的身份也多有不同，除了最常見的喬治·克魯姆外，被認為是發明者的名單包括餐廳裡的另一位廚師—喬治的妹妹凱瑟琳·威克斯（Catherine Wicks）、月亮湖旅館餐廳的老闆卡里·穆恩（Cary Moon）或其第一任妻子哈麗特·穆恩（Harriet Moon）、第二任妻子芙麗樂芙·穆恩（Freelove Moon）、到可能在月亮湖旅館餐廳工作過的廚師芙蘿拉(Flora)，甚至是只留下Auntie稱呼的不知名女廚師等等。
儘管這個傳說廣為流傳，卻沒有證據表明喬治·克魯姆曾宣稱自己發明了薯片。薩拉托加當地居民大多是在喬治·克魯姆去世多年後才聽說此事。范德比爾特確實是月亮湖旅館餐廳的常客，然而1853年夏天他和家人搭乘私家蒸汽遊艇北方之星號（North Star）去了歐洲旅行，不在薩拉托加。薯片甚至可能並非月亮湖旅館餐廳首創。據1849年8月2日《紐約先驅報》的一篇報導，當地的一位「廚師伊麗莎」，其「炸馬鈴薯的名聲已成為薩拉托加的一個突出的話題」。該報導中提到：「誰能想到，簡單的馬鈴薯竟能成為如此奢華的享受！」可知廚師伊麗莎的炸馬鈴薯很可能已經與原始的炸薯條有明顯不同。
雖然喬治·克魯姆發明薯片的故事可能只是傳說，但他仍然對薯片的推廣起到了重要作用。月亮湖旅館餐廳推出這種極薄的炸薯片後，它們開始被稱為薩拉托加薯片。喬治在離開月亮湖旅館餐廳後，開設了一家名為Crum's的餐廳，薩拉托加薯片也同樣成為了該餐廳的一大特色。

## 生產

### 早期歷史
洋芋片最初只在餐廳作為一道菜餚，到了19世紀末期，人們開始嘗試將洋芋片配送到雜貨店進行銷售。最早有紀錄的可能是俄亥俄州的威廉·塔彭登（William Tappenden），他在1895年開始將洋芋片裝箱並以馬車配送，出售給當地商店。隨後，許多洋芋片製造商也紛紛成立。新罕布夏州的花崗岩州洋芋片工廠於1905年成立並運營到2007年；麻薩諸塞州萊姆斯特市的萊姆斯特洋芋片公司於1908年成立（後來改名為Tri-Sum）；俄亥俄州代頓市的麥克塞爾薯片公司於1910年成立；德州休士頓市由喬治·登特勒成立的Dentler Maid薯片也成立於1910年，該品牌經多次併購後最終由樂事收購。這幾家公司均被認為是美國最早期的薯片製造商之一。

### 機械化生產
早期的製造薯片時，馬鈴薯的去皮和切片都是手工進行，隨著薯片產業的發展，各種工具應運而生。賓州漢諾威尤茲洋芋片公司於1921年成立，創辦人威廉·尤茲（William Utz）與莎莉·尤茲（Sallie Utz）向一位即將退休的小販購買了洋芋片炊具、手動馬鈴薯削皮機和切片機，使洋芋片的產量達到每小時50磅。到了1934年，Dentler Maid薯片公司購入的馬鈴薯切片機已能在一小時內處理250到275磅的洋芋片。隨著製造機械的進步，薯片生產逐漸從小規模手工轉變為大規模生產，促使薯片成為流行的零食之一。

### 包裝演變
在密封包裝發明之前，薯片通常保存在木桶或金屬罐中，出售時直接罐裝出售，或是倒入玻璃展示櫃中，需要時再舀出分裝。然而，這種存放方式使底部的薯片經常變得不新鮮或潮濕。1926年，勞拉·斯卡德（Laura Scudder）首創使用將兩張蠟紙燙在一起的袋子來裝薯片，這種密封防潮的包裝保持了薯片的新鮮和酥脆直到開封，不但延長了薯片的保存時間，減少了薯片與容器碰撞導致的破碎，同時也讓配送的範圍能夠增加。在此之後，密封包裝的材料數度演變，玻璃紙與格拉辛紙都曾作為主流包裝材料。現今，薯片的保存為了兼顧避光和防潮，通常是由複合基層材料製成，再將氮氣充填入膠袋後密封包裝，以防壓碎。

### 市場發展
1930年代，赫爾曼·雷（Herman Lay）因經濟大蕭條而找不到工作，在寄出上百份求職信後，他最終成為亞特蘭大巴雷特洋芋片公司(Barrett Potato Chip Co.)的旅行推銷員，並開始在美國南部推銷洋芋片。他在後來創立了自己的公司(H.W. Lay Lingo & Company)，並使樂事洋芋片成為全國知名的品牌,是美國早期成功市場化的品牌之一。從1960年代開始，洋芋片逐漸在全球流行開來。

## 調味薯片

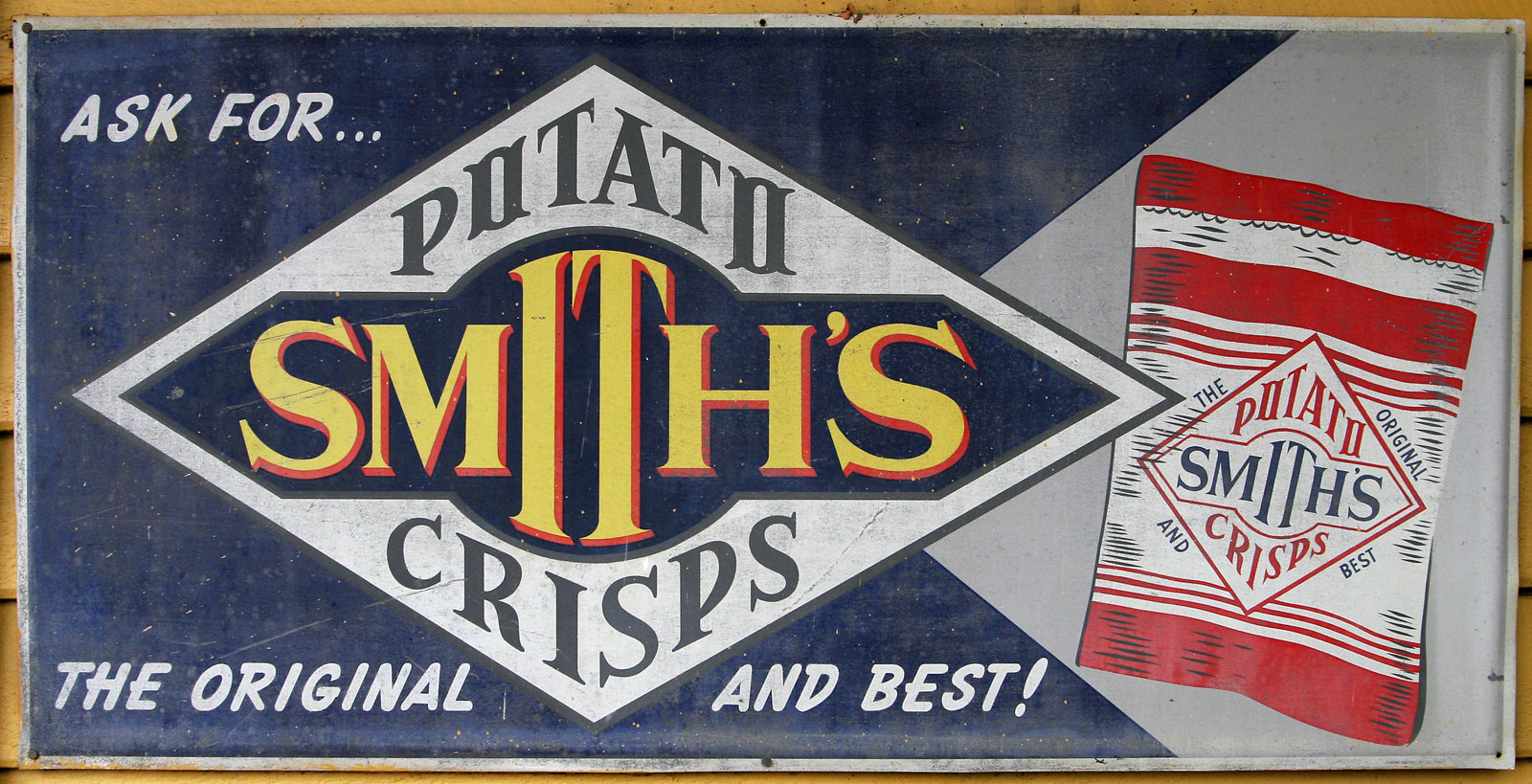
過去的史密斯薯片廣告

銷售薯片最早有紀錄的調味始於1920年成立的史密斯薯片公司，法蘭克·史密斯将薯片包装在防油纸袋中，並在包裝中放入一撮由藍色紙片包起的食鹽，然後在倫敦各地進行銷售。直到20世紀50年代，薯片都沒有進一步的調味，直到一間叫Tayto的愛爾蘭薯片公司發明了加入調味料的方法。1954年，創辦人喬·墨菲(Joe Murphy)在都柏林摩爾街創辦了Tayto薯片工廠，當時只有一輛廂型車和八名員工。他的早期員工謝默斯·伯克(Seamus Burke)在他的指示下，經過一些試誤後，同年製造出了世界上第一批加了調味料的薯片，"起司洋蔥（Cheese and Onion）"。
他的發明一夜之間成了食品工業的大事件，還有一些規模很大的美國薯片公司老闆來到小小的Tayto公司，要看看這項產品並且商談使用這項新科技的版權。最後Tayto公司被賣掉了，這讓改變薯片製造方法的公司老闆和這個小家庭變得非常富有，全球的公司都想要買下Tayto公司這項技巧的版權。
Tayto公司的創舉改變了整個薯片發展。在那之後薯片製造商在薯片裡加進天然或人工調味料，都有不同程度的成功，受到不同程度的歡迎。 连发明人George Crum都感到很惊讶的是：一个本来只有很小的市场份额的产品，现在却拥有了很多不同的口味和很大的市场份额。最受欢迎的薯片口味包括酸奶油洋葱、烧烤和奶酪。在其他的一些地方还有很多其他口味的薯片。像是爱尔兰最大的薯片製造商Tayto公司生产的传统口味的「食盐和醋」薯片。
一些薯片製造商，像是樂事（Lay's），或稱波卡（Poca），針對不同地區的喜好生產不同的口味。在北美洲特別值得注意的是，在部分加拿大地區有很多種口味可以選擇，包括蒔蘿泡菜（dill pickle），番茄醬，甚至是布丁口味。這些特別的口味偶爾會在美國限時發行。
除了以上之外，還有雞汁、牛排、海苔、起司、椒鹽、海鮮、麻辣等口味。但很多時候，它們都是以食品添加劑去調配出類似的味道而已，甚至是使用阿斯巴甜、糖精。
洋芋片因應在地化，在台灣推出如彈珠汽水、紅燒牛肉麵、鹽酥雞等口味，而實際上對於特殊口味的市場接受度，根據2018下半年OpView的調查，以紅燒牛肉麵口味的洋芋片最受民眾歡迎，彈珠汽水口味接受度較低。

## 類似食品
另一類薯片（以品客（Pringles）品牌最著名）是擠壓而成，即在油煎之前將馬鈴薯泥團搓按成常見的片狀。這樣做能令薯片大小和形狀非常一致，容易包裝在硬紙筒中。
有些公司並且銷售炸薯片為另類低脂肪含量的食物。另外，有些無脂薯片含有人工化、難消化的油脂替代品。這些物質被傳媒揭發大量吸收八羧酸蔗糖脂，會造成腸胃不適和失禁等現象。
薯片的成功也誕生了炸玉米片，Fritos，CCs和多力多滋品牌控制了市場。各種各樣的根菜類如歐防風、蕪菁甘藍和胡蘿蔔也被製成「Swam chips」。米和木薯被擠壓成炸片如米果。

## 外部連結
- Potato Recipe Collection
- Taquitos.net (reviews of more than 900 potato chips) （页面存档备份，存于）